# Frederick Innes

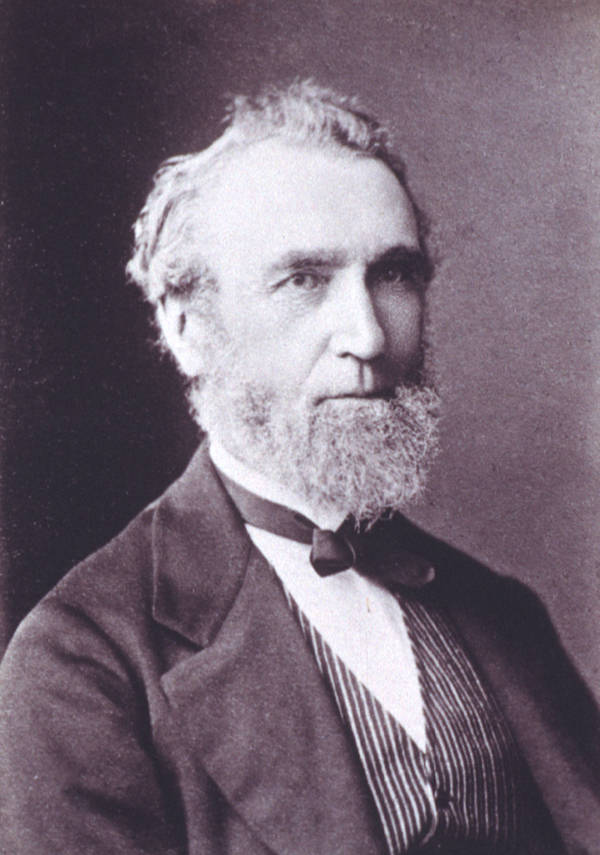
Frederick Innes (Fotografie von John Watt Beattie).

Frederick Maitland Innes (* 11. August 1816 in Edinburgh, Schottland; † 11. Mai 1882 in Launceston, Tasmanien) war ein australischer Journalist und Politiker, der unter anderem zwischen 1872 und 1873 Premierminister von Tasmanien war.

## Leben
Frederick Maitland Innes, Sohn von Francis Innes und Prudence Edgerley, besuchte die Heriot’s School in Edinburgh und die Kelso Grammar School und arbeitete für einen Onkel, der Verwalter der Güter eines Verwandten, James Innes-Ker, 6. Duke of Roxburghe, war. 1836 wanderte er nach Australien aus und kam 1837 in Hobart an, wo er Journalist beim „Hobart Town Courier“ wurde. Er war maßgeblich an der Wiederbelebung des Mechanics Institute beteiligt und wechselte zur Zeitung „Tasmanian“, kehrte jedoch 1839 nach England zurück. Dort veröffentlichte er „Secondary Punishments“ (1841), eine Broschüre über Gefängnisdisziplin, und wurde Sekretär der British and Foreign Aborigines’ Protection Society. 1843 kehrte er nach Hobart zurück und war nach seiner Ankunft wieder Redakteur beim „Hobart Town Courier“ zurück, ehe er 1845 Herausgeber des „Observer“. 1846 zog er nach Launceston, wurde Laienprediger in der Presbyterianischen Kirche und arbeitete daneben auch als Journalist für den „Cornwall Chronicle“. Nachdem er von 1850 bis 1856 auf dem Anwesen seiner Frau in Evandale lebte, wurde er 1856 zum Friedensrichter und Leichenbeschauer ernannt.
Am 12. September 1856 wurde Innes für den Wahlkreis „Morven“  zum Mitglied des Tasmanian House of Assembly gewählt, dem er bis zu seinem Rücktritt im November 1862 angehörte. Am 26. Februar 1857 übernahm er in der Regierung von Premier Thomas Gregson den Posten als Schatzminister der Kolonie Tasmanien und bekleidete dieses Amt bis zum 1. November 1862 auch in den nachfolgenden Regierungen der Premiers William Weston (1. Regierung, 25. April bis 12. Mai 1857), Francis Smith (12. Mai 1857 bis 1. November 1860) und Thomas Chapman (2. August 1861 bis November 1862). In der Regierung Chapman fungierte er zudem vom 1. November 1862 bis 20. Januar 1863 als Kolonialsekretär.
Nach seinem Ausscheiden aus dem House of Assembly wurde Frederick Innes als parteiloser Unabhängiger am 12. Dezember 1862 Mitglied des Tasmanischen Legislativrates (Tasmanian Legislative Council), des Oberhauses des Parlaments, und vertrat dort bis zu seinem Rücktritt am 19. November 1872 den Wahlkreis „South Esk“. Während dieser Zeit wurde er am 25. August 1868 als Nachfolger von William Edward Nairn erstmals Präsident des Legislativrates und hatte diesen Posten bis zu seiner Ablösung durch James Milne Wilson am 4. November 1872 inne. 
Am 12. November 1872 wurde Innes im Wahlkreis „Selby“ wiederum zum Mitglied des House of Assembly gewählt und vertrat diesen Wahlkreis bis zum November 1873. Er übernahm am 4. November 1872 von James Milne Wilson den Posten als Premierminister von Tasmanien und bekleidete dieses Amt bis zu seiner Ablösung durch Alfred Kennerley am 4. August 1873. Er selbst fungiert daraufhin zwischen August 1873 und März 1875 als Oppositionsführer im House of Assembly und vertrat in diesem vom 26. März 1874 bis zu seiner Wahlniederlage im Mai 1877 den Wahlkreis „North Launceston“. Am 22. September 1877 wurde er für den Wahlkreis „South Esk“ wieder Mitglied des Legislativrates, dem er nunmehr bis zu seinem Tode am 11. Mai 1882 angehörte. Zudem übernahm er am 3. März 1880 vom früheren Premier Sir James Wilson erneut das Amt des Präsidenten des Legislativrates, welches er ebenfalls bis zu seinem Tode innehatte. Daraufhin wurde der ehemalige Premier Thomas Chapman neuer Präsident des Tasmanian Legislative Council.
1838 heiratete er Sarah Elizabeth, das jüngste Kind von Humphrey Grey, einem wohlhabenden freien Siedler, der 1829 aus Irland eingewandert war.

## Hintergrundliteratur
- K. H. Dougharty: A Story of a Pioneer Family in Van Diemen’s Land, Launceston 1953
- C. M. Elliott: Frederick Maitland Innes. A Study in Liberal Conservatism, B.A. Hons Thesis, University of Tasmania, 1964